# Borucice (Łódź)
Pour les articles homonymes, voir Borucice.
Borucice (prononciation [bɔruˈt͡ɕit͡sɛ]) est un village de la gmina de Grabów, du powiat de Łęczyca, dans la voïvodie de Łódź, situé dans le centre de la Pologne.
Il se situe à environ 4 kilomètres au sud-est de Grabów (siège de la gmina), 12 kilomètres au nord-ouest de Łęczyca (siège du powiat) et 47 kilomètres au nord-ouest de Łódź (capitale de la voïvodie).

## Administration
De 1975 à 1998, le village était attaché administrativement à l'ancienne voïvodie de Konin.

Depuis 1999, il fait partie de la nouvelle voïvodie de Łódź.